# Howard Gayle
Howard Anthony Gayle (Toxteth, Liverpool; 18 de mayo de 1958) es un exfutbolista inglés que jugó como extremo en distintos clubes de su país desde finales de la década de 1970 hasta principios de 1990. 
Gayle se formó en el Liverpool F. C. y se ganó las portadas luego de ser el primer jugador negro en debutar con el equipo. Tras ser cedido al Fulham F. C. y al Newcastle United firmó por el Birmingham City, primer club donde tuvo mayor regularidad. Posteriormente fue comprado por el Sunderland A. F. C., con el que obtuvo un subcampeonato de la Copa de la Liga en 1985. También tuvo un breve paso por el Dallas Sidekicks de Estados Unidos y por el Stoke City. En 1987 recaló en el Blackburn Rovers, donde jugó por cinco temporadas en la segunda división. Terminó su carrera el año 1993 en el Halifax Town.

## Carrera en clubes
Gayle nació en Toxteth (uno de los distritos de la ciudad de Liverpool) e ingresó a las divisiones inferiores del Liverpool F. C. en 1974, con el que firmó un contrato profesional en 1977. Con esto se convirtió en el primer jugador negro del equipo en su historia, lo que fue visto como una «victoria» para la comunidad negra de la ciudad. Según explica Gayle: «constantemente se hablaba en la prensa de que era el primer jugador negro del Liverpool. Fue un hito y estaba orgulloso de representar a la comunidad negra de Liverpool».
Su mejor momento con el club fue en el partido de vuelta de las semifinales de la Copa de Europa 1980-81 contra el Bayern de Múnich. Ingresó al minuto 9 del encuentro en reemplazo de Kenny Dalglish y hasta que fue sustituido resultó en la principal arma ofensiva del Liverpool gracias a su juego rápido, que obligó a la defensa alemana a bajarlo con faltas. Al final recibió una medalla de campeón tras ser suplente en la final que ganaron por 1-0 al Real Madrid. Más allá de este encuentro, Gayle no tuvo muchas opciones en el primer equipo y fue cedido al Fulham F. C. y al Newcastle United, hasta que en 1983 dejó Anfield con solo cinco partidos disputados. En su autobiografía de 2016 mencionó que su compañero de equipo y excapitán Tommy Smith había sido frecuentemente racista con él.
En 1983 firmó por el Birmingham City y marcó un gol al West Ham United durante su primera temporada. En la siguiente fue titular y convirtió diez tantos en cuarenta y cinco compromisos. Tras ello firmó por el Sunderland A. F. C., con el que jugó por dos años y consiguió un subcampeonato de la Copa de la Liga en 1985. 
Tuvo luego un breve paso por el fútbol indoor en los Dallas Sidekicks de la Major Indoor Soccer League y por el Stoke City durante 1987,  con el que anotó un doblete en la derrota por 3-2 contra el Bradford City. Llegó al Blackburn Rovers ese mismo año y fue titular con el equipo, que buscó el ascenso a la First Division durante esos años. Cuando el club consiguió llegar a la nueva Premier League en 1992, Gayle perdió terreno frente a las contrataciones de Mike Newell y de David Speedie. Pero, la llegada durante el mercado de verano de Alan Shearer y las lesiones lo llevaron a ser descartado de los planes del entrenador Kenny Dalglish.
Tras su salida llegó al Halifax Town de la Third Division, pero solo jugó cinco partidos y su club bajó de categoría esa misma temporada. Se retiró del fútbol en 1993.

## Palmarés

### Campeonatos internacionales
| Título         | Equipo          | País       | Año  |
| -------------- | --------------- | ---------- | ---- |
| Copa de Europa | Liverpool F. C. | Inglaterra | 1981 |